# Девушка, которая слишком много знала
«Девушка, которая слишком много знала» (итал. La ragazza che sapeva troppo) — итальянский триллер с элементами детектива от режиссёра Марио Бава, выпущенный в 1963 году. Премьера фильма состоялась 10 февраля 1963 года.
«Девушка, которая слишком много знала» рассматривается в качестве первого джалло фильма — поджанра, в котором смешаны триллер, сексплуатация и фильм ужасов. Также он стал последним чёрно-белым фильмом Бавы.

## Сюжет
Фильм начинается со сцены, в которой во время отпуска двадцатилетняя американка Нора Дэвис (Летиция Роман), увлекающаяся чтением детективной литературы, прилетает на самолёте в Рим, чтобы навестить свою больную тётю, которая является хорошей подругой её матери. С самого начала, отпуск Норы не задаётся. В самолёте, сидящий рядом незнакомец настойчиво предлагает ей угоститься сначала его сигаретой, а затем отдаёт всю пачку. При прохождении контроля, его арестовывает полиция и оказывается, что в своём чемодане мужчина тайно провозит кокаин, а сигареты набиты марихуаной. Затем, Нора приезжает в дом к тёте Этель, которая заболела и находится под присмотром доктора Марчелло Басси (Джон Сэксон). Басси сообщает Норе, что недалеко от дома тёти находится больница, где его можно найти при малейших ухудшениях пациентки, и удаляется.
В первую же ночь визита, тётя Этель умирает. Нора звонит в больницу, но из-за неполадок со связью, решает сама туда дойти. По пути к больнице, на Испанской лестнице, Нора становится жертвой ограбления и на некоторое время теряет сознание. Когда Нора поднимается, она слышит отчаянный крик и видит умирающую женщину с кухонным ножом в спине и мужчину, который оттаскивает её труп. После этого, Нора вновь падает в обморок. На утро её находит мужчина в шляпе, который пытается привести её в чувства, дав глотнуть алкоголя, но, завидев проходящего мимо полицейского, скрывается. Полицейский относит Нору в больницу.
Врачи в больнице ей не верят, заявляя, что у неё случилась белая горячка от пристрастия к алкоголю, которое девушка отрицала, заявляя что совершенно не пьёт спиртное. Пришедший в больницу комиссар, также ей не поверил, сославшись на бурное воображение и любовь к детективным романам. Из больницы Нору забрал Марчелло, который тоже скептически отнёсся к её словам.
После похорон тёти, на кладбище за Норой следил тот самый человек в шляпе. Там же к ней подошла некая знакомая Этель, Лаура Крэвен-Торрани (Валентина Кортезе), которая слышала разговор Норы про убийство на лестнице. Около дома Лауры, находящемся как раз на месте убийства, за ними снова следит таинственный человек. По поводу убийства, Лаура заявила, что ничего не слышала, хотя была дома. Она показывает Норе все комнаты и предлагает пожить в её доме, пока сама будет находиться в отъезде в Берне. Единственной закрытой комнатой является кабинет её мужа, работающего в Швейцарии, к которому она и направляется. Нора сначала отнекивается, но вскоре соглашается. В тот же вечер в дом заходит привратница и рассказывает про громкое убийство сестры Лауры, произошедшее на пороге дома 10 лет назад.
Нора находит коробку с газетными вырезками, из которых узнаёт, что Эмили Крэвен, была богатой американкой, и что она стала третьей жертвой, убитой ножом. Все убийства были произведены в алфавитном порядке и перед каждым убийством раздавались анонимные телефонные звонки. Все статьи были напечатаны журналистом Андре Ландини. Сразу же после того, как Нора прочитала эти вырезки, раздаётся телефонный звонок, Нора представляется, на что ей отвечает мужской голос, «Дэвис начинается с „D“, как и „delitto“ (с итал. — «преступление»)».
Через пару дней Норе позвонил неизвестный и предложил ей приехать по некоему адресу. Поднявшись в пустую квартиру, Нора услышала голос, зовущий её в дальнюю комнату. Как только она подошла к комнате, свет в ней таинственным образом погас, тут к Норе подбежал Марчелло, который следовал за ней от самого дома, обеспокоенный неожиданным поведением девушки после прощания с ним. В комнате они находят катушечный магнитофон. После прослушивания плёнки, Марчелло начинает верить в реальность произошедших событий, и они безуспешно отправляются на поиски Ландини, которому принадлежит квартира.
Войдя в дом Лауры, в котором проживает Нора, они заметили внутри человека в шляпе, им оказывался сам Ландини (Данте Ди Паоло). Он рассказал, о временах алфавитных убийств, о том что тогда познакомился и подружился с мужем Лауры, который являлся прославленным психиатром. Также он рассказал что, с помощью её мужа и его наводки, полиции удалось задержать бродягу Страчианелли, на которого указывало множество косвенных улик, в связи с чем его приговорили к заключению в сумасшедший дом для преступников. Страчианелли до последнего утверждал, что он невиновен и Ландини после длительных исканий пришёл к выводу, что убийца кто-то другой. Полиция и профессор Торрани не желали его слушать и в один день он лишился работы. Ландини при этом ощущал на себе бремя вины в осуждении Страчианелли, и часто ходил в районе лестницы, где услышав историю Норы, принялся следить за ней в надежде найти истину. Нора решила продемонстрировать ему плёнку, но плёнка исчезла.
На следующий день Нора и Ландини поехали в сумасшедший дом в котором должен содержаться Страчианелли, там им сообщили, что он давно умер, но у него осталась дочь Мария. После безрезультатных поисков Марии, Норе позвонил Ландини и пригласил её в свой номер гостиницы, заявив что теперь он всё разгадал. Когда Нора приехала, она застала его с пулевым отверстием в виске, четырьмя папками по каждой женщине, включая и её саму, и недопечатанный на машинке текст «Ради своего собственного спасения, мной уже совершено много убийств, и пришлось бы убивать снова. У меня больше нет сил их совершать».
В тот же день Нора решила съехать из дома Лауры, для чего той пришлось вернуться раньше мужа из Швейцарии. Норе попадается газета с изображением найденного трупа Марии, в которой она узнаёт убитую женщину на лестнице. Поздно вечером, в то время как Лаура должна встречать мужа в аэропорту, девушка проникает в её дом из-за подозрения, что настоящая загадка хранится за закрытой дверью кабинета. Дверь оказывается открытой, и внутри она обнаруживает профессора Торрани с точно таким же ножом в спине. Он и был тем мужчиной, оттаскивающим тело убитой Марии. Вдруг, к Норе выходит обезумевшая Лаура и рассказывает, что это она совершила все убийства: первая жертва была повинна лишь в том, что её фамилия начиналась на букву А, сестра сомневалась в психическом здоровье Лауры, Мария про всё прознала и пыталась её шантажировать, а муж знал всё с самого начала и пытался скрыть грехи жены, но понял её неуправляемость и решил сдать её в лечебницу. Лаура достаёт пистолет, чтобы убить Нору, но не успевает, так как из последних сил её застреливает муж.
В финальной сцене показаны Нора и Марчелло, стоящие на холме Пинчо с видом на Пьяцца-дель-Пополо и обсуждающие предстоящую свадьбу. Марчелло не может найти сигарету, и Нора предлагает ему сигарету из своей пачки. Не успевает он закурить, как она отнимает у него сигарету и выкидывает вместе с пачкой, вспомнив что в них марихуана. У неё проскакивает мысль, что всё случившееся может быть всего лишь действием вещества. Пачка приземляется на лестницу, по которой спускаются священники, один из них подбирает пачку.

## В ролях
- Летиция Роман — Нора Дэвис
- Джон Сэксон — доктор Марчелло Басси
- Валентина Кортезе — Лаура Кравен-Торрани
- Данте Ди Паоло — Андре Ландини

## Факты
- Выпуском «Девушки, которая слишком много знала» на американский рынок занялась компания American International Pictures. Они изменили название фильма на «Сглаз» (англ. The Evil Eye) и укоротили хронометраж[3]. Внесённые изменения включали в себя удаление сцен, в которых упоминалась марихуана, добавление некоторых комедийных сцен и замену джазовой партитуры на более шумовую, исполненную Лесом Бакстером[2].
- Марио Бава остался недоволен фильмом и заявлял, что, на его взгляд, фильм слишком абсурдный[4].
- Фильм является одним из первых фильмов поджанра фильмов ужасов Джалло[5]. В нём содержится несколько элементов, которые стали характерными для всего жанра: признание литературного первоисточника (Нора читает джалло в самолёте); классический протагонист — иностранец в Италии; исследование вуайеризма в подтексте убийства; одержимый детектив-любитель, а также набор неожиданных поворотов сюжета.
- Песню «Furore» из заставки фильма исполнил Адриано Челентано. Также эта песня играла в сцене переодевания Норы.